# رومئو و ژولیت (فیلم ۲۰۱۵)
رومئو و ژولیت (انگلیسی: Romeo Juliet) فیلم هندی کمدی رمانتیک تامیلی زبان، تولید سال ۲۰۱۵ به نویسندگی و کارگردانی لاکشمن، به عنوان اولین کار کارگردانی او، می‌باشد. بازیگران اصلی فیلم جایام راوی و هانیسکا موتوانی هستند که موسیقی فیلم را دی.ایمان ساخته‌است. عنوان فیلم به نمایشنامه رومئو و ژولیت اثر ویلیام شکسپیر اشاره دارد، هر چند فیلم بر اساس آن ساخته نشده‌است. فیلم در روز ۱۲ ژوئن ۲۰۱۵ به اکران درآمد.